# Pensado Para Televisión
Pensado Para Televisión (también conocido por su acrónimo PPT) es una productora de televisión de origen argentino. Fue creada por Diego Gvirtz en 1997 y desde 2017 esta fusionada en C5N. Produce programación para este canal, ambas empresas forman parte de Indalo Media.

## Historia
La historia de la productora Pensado Para Televisión tiene su origen en la idea de Diego Gvirtz de tener una televisión investigativa con visión crítica. Esta idea empezó a surgir con su primer proyecto para televisión nacido en 1996, llamado Fútbol prohibido, el cual fue emitido primero por América Sport para pasar luego a Canal 9. El programa ―además de poseer un resumen de la jornada futbolística del fin de semana― tenía un contenido que mezclaba crítica y humor. En 1996, estuvo asociado a Ideas para Ver, en la producción del programa RockSport que se emitiera por América Sports desde 1995
En 1999 fueron estrenados al aire los primeros programas producidos por Gvirtz como productor general de PPT: Paf! y Televisión registrada (TVR), ambos programas con contenido dedicado a la televisión argentina en general.
Años más tarde la productora estrenaría otros programas con diferente enfoque: Sushi con champán, un programa de contenido enfocado en la política; Indomables, un programa que pretende observar la televisión desde un punto de vista satírico; Argentinos. Somos como somos, enfocado en la sociedad argentina; y Que sabe usted de televisión, un programa de entretenimiento. La mayoría de estos programas fueron producidos en paralelo tanto para América TV como para Canal 13.
En 2005, se produjo un acto de censura por parte de América TV al programa Televisión registrada sin consentimiento de los productores (atribuido al editor periodístico del canal Rolando Graña) borrando la participación del crítico invitado Mario Pontaquarto del programa entero, que se hizo evidente debido a cortes de edición en las comentarios e intervenciones de los conductores que supuestamente mostraban que el programa no tendría crítico invitado y a que en el sillón que normalmente ocupa el crítico invitado había una persona de aspecto y contextura muy similar a Pontaquarto. Este acto de censura trajo como consecuencia rescindir el contrato que la productora tenía vigente con América TV, provocando que los programas TVR e Indomables dejaran de emitirse por ese canal. El productor de ambos programas, decidió sacarlos del aire para luego mudarse a Canal 13.
En agosto de ese mismo año, la productora firmó un contrato con Canal 13, con lo cual los programas que estaban en emisión (TVR e Indomables) se emitan por ese canal. Sin embargo, el programa Indomables sufre un cambio en su nombre debido a que Indomables ya era propiedad de América TV, pasándose a llamar Duro de domar.
En 2006 se abrió una filial de la productora en Chile, cuyo primer proyecto fue una versión chilena de Duro de domar, estrenado el 18 de julio de ese mismo año por el canal Chilevisión.
En 2009, Duro de domar llegó a los mediodías del Trece con la conducción de Fabio Alberti. Debido a las bajas audiencias, el programa fue levantado a los pocos meses de su debut. Por otra parte, TVR sufrió una baja considerable en sus mediciones de índice de audiencia. Ese mismo año debutó en Canal Siete 6, 7, 8, un ciclo de actualidad donde se analiza cómo los medios masivos de comunicación tratan la información y el rol de los partidos de oposición. Es conducido por Luciano Galende y un panel compuesto por Orlando Barone, Sandra Russo, Eduardo Cabito Massa Alcántara, Carla Czudnowsky y Carlos Barragán.
Durante 2009, Canal 13, del Grupo Clarín por diferencias ideológicas, comienza a correr el horarios del programa, presentándolo en las últimas horas de los sábados y primeras de los domingos. Su contrato con Canal 13 terminó a finales de 2009 y la productora trasladó sus programas a la pantalla de Canal 9. En 2010 vuelven Duro de domar y Televisión registrada a la pantalla, esta vez en Canal 9.
En 2015, se dio a conocer que Diego Gvirtz vendió parte de su empresa al Grupo Indalo.
En 2017, tras un año sabático, la productora retomó la producción del programa TVR (llamado Sobredosis de TV desde 2019) por la emisión de C5N.
En 2023, regresa tras 7 años de ausencia el programa Duro de domar por el canal C5N.

## Producciones

### Programas

#### América Sports
- Fútbol Prohibido (1996)

#### elnueve
- Fútbol Prohibido (1997)
- TVR (2010-2015)
- Duro de domar (2010-2015)

#### América TV
- PAF! (1999-2000)
- TVR (1999-2005)
- Despojados (2001)
- Sushi con Champagne (2001)
- Indomables (2001-2005)
- Periodistas (2002-2003)

#### eltrece
- Argentinos, somos como somos (2004)
- ¿Qué sabe usted de televisión? (2005)
- Duro de Domar (2005-2008)
- TVR (2005-2009)
- Duro de Almorzar (2009)

#### TV Pública
- 678 (2009-2015)
- Fútbol Permitido (2013-2015)

#### C5N
- TVR (2017-2018, 2025-presente)
- Sobredosis de TV (2019-2024)
- Sobredosis de Sobredosis (2020-2021)
- Fútbol Permitido (2022)
- Duro de Domar (2023-presente)
- Indomables (2025-presente)